# Conclaaf van 1963

Paus Paulus VI, de nieuwe paus

Het Conclaaf van 1963 vond plaats van 19 tot 21 juni van dat jaar en volgde op de dood van paus Johannes XXIII en leidde tot de verkiezing van Giovanni Battista Montini tot paus Paulus VI.
Kernvraag voorafgaand aan het conclaaf was de vraag of, en zo ja op welke wijze het door Johannes bijeengeroepen Tweede Vaticaans Concilie zou worden voortgezet. Vooraf werd Montini gezien als de leidende kandidaat van degenen die vonden dat het concilie onverkort moest worden voortgezet. Als zijn belangrijkste tegenstrever gold de aartsbisschop van Genua Giuseppe kardinaal Siri. Het conclaaf was het grootste uit de geschiedenis tot dan toe. Paus Sixtus V had in 1586 de maximale omvang van het College van Kardinalen bepaald op zeventig kardinalen, maar Johannes XXIII, had - zonder overigens de regelgeving te wijzigen - deze Sixtijnse norm ruim overschreden. Het College bestond uit 82 kardinalen, van wie er 80 in het conclaaf bijeenkwamen. De Hongaarse metropoliet József kardinaal Mindszenty kreeg - evenals bij het Conclaaf van 1958 - van de Hongaarse overheid geen toestemming om het land te verlaten. De Ecuadoriaanse aartsbisschop Carlos María kardinaal de la Torre was om gezondheidsredenen afwezig. Van de tachtig aanwezige kardinalen waren er acht gecreëerd door paus Pius XI, zevenentwintig door paus Pius XII en de rest door paus Johannes.
Volgens berichtgeving in Time Magazine, later gebruikt in de reconstructie van Francis A. Burkle-Young werd Montini na zes stemrondes gekozen. Even zou het erop geleken hebben dat een groep Curiekardinalen trachtte de verkiezing van Montini te blokkeren, maar na een - ongebruikelijke - interventie van Gustavo kardinaal Testa (die van zijn hart geen moordkuil maakte en in de Sixtijnse Kapel uitriep dat deze kardinalen moesten ophouden een fluistercampagne tegen Montini te voeren) werd Montini uiteindelijk gekozen.
Nadat Montini gekozen was, werd hem gevraagd of hij de benoeming aanvaardde, waarop hij antwoordde: Accepto in Nomine Domini (Ik aanvaard in de Naam van de Heer). Om 11.21 in de ochtend van de eenentwintigste juni kwam er witte rook uit de schoorsteen boven de Sixtijnse kapel. Niet veel later verscheen Alfredo kardinaal Ottaviani, de kardinaal-protodiaken, op de buitenloggia van de Sint-Pietersbasiliek om het Habemus Papam wereldkundig te maken.
| Continent       | Kardinalen                 |
| --------------- | -------------------------- |
| Afrika          | 1                          |
| Azië            | 5                          |
| Europa          | 55 (waarvan 29 uit Italië) |
| Latijns-Amerika | 11                         |
| Noord-Amerika   | 7                          |
| Oceanië         | 1                          |